# Békésszentandrás
Békésszentandrás är en ort i Ungern. Den ligger i provinsen Békés, i den centrala delen av landet, 130 km sydost om huvudstaden Budapest. Antalet invånare är 4 103.